# Copa América 1921
De Copa América 1921 was een voetbaltoernooi gehouden in Buenos Aires, Argentinië van 2 oktober tot 30 oktober 1921. Het toernooi werd nog niet, zoals vanaf 1975, Copa América genoemd. Officieel moet het daarom worden aangeduid als het Zuid-Amerikaans voetbalkampioenschap 1921.
Er was geen kwalificatie voor het toernooi. De landen die meededen waren Argentinië, Brazilië, Paraguay en Uruguay. Chili was ook uitgenodigd, maar trok zich terug.

## Deelnemende landen
| Land           | Aantal deelnames | Huidig aantal deelnames op rij | Vorige deelname |
| -------------- | ---------------- | ------------------------------ | --------------- |
| Argentinië (g) | 5de              | 5                              | 1920            |
| Brazilië       | 5de              | 5                              | 1920            |
| Paraguay       | 1ste             | 1                              | -               |
| Uruguay (t)    | 5de              | 5                              | 1920            |

- (g) = gastland
- (t) = titelverdediger

## Stadion
| Buenos Aires                                 |
| -------------------------------------------- |
| Estadio Sportivo Barracas Capaciteit: 30.000 |
| · Buenos Aires                               |

## Scheidsrechters
De organisatie nodigde in totaal 4 scheidsrechters uit voor 6 duels. Tussen haakjes staat het aantal gefloten duels tijdens de Copa América 1921.

## Eindstand
| Land       | Wed | Win | Gel | Ver | DV | DT | +/- | Pnt |
| ---------- | --- | --- | --- | --- | -- | -- | --- | --- |
| Argentinië | 3   | 3   | 0   | 0   | 5  | 0  | +5  | 6   |
| Brazilië   | 3   | 1   | 0   | 2   | 4  | 3  | +1  | 2   |
| Uruguay    | 3   | 1   | 0   | 2   | 3  | 4  | –1  | 2   |
| Paraguay   | 3   | 1   | 0   | 2   | 2  | 7  | –5  | 2   |

## Wedstrijden
Elk land moest een keer tegen elk ander land spelen. De puntenverdeling was als volgt:
- Twee punten voor winst
- Één punt voor gelijkspel
- Nul punten voor verlies

|                                   |               |       |          |                                                                           |
| 2 oktober 1921 «onderlinge duels» | Argentinië    | 1 – 0 | Brazilië | Estadio Sportivo Barracas, Buenos Aires Scheidsrechter: Ricardo Vallarino |
| 2 oktober 1921 «onderlinge duels» | Libonatti 27' |       |          | Estadio Sportivo Barracas, Buenos Aires Scheidsrechter: Ricardo Vallarino |

|                                   |                    |       |                |                                                                          |
| 9 oktober 1921 «onderlinge duels» | Paraguay           | 2 – 1 | Uruguay        | Estadio Sportivo Barracas, Buenos Aires Scheidsrechter: Gerónimo Rapossi |
| 9 oktober 1921 «onderlinge duels» | Rivas 9' López 66' |       | Piendibene 83' | Estadio Sportivo Barracas, Buenos Aires Scheidsrechter: Gerónimo Rapossi |

|                                    |          |                               |          |                                                                           |
| 12 oktober 1921 «onderlinge duels» | Paraguay | 0 – 3                         | Brazilië | Estadio Sportivo Barracas, Buenos Aires Scheidsrechter: Ricardo Vallarino |
| 12 oktober 1921 «onderlinge duels» |          | Machado 21', 44' Candiota 46' |          | Estadio Sportivo Barracas, Buenos Aires Scheidsrechter: Ricardo Vallarino |

|                                    |                                         |       |          |                                                                           |
| 16 oktober 1921 «onderlinge duels» | Argentinië                              | 3 – 0 | Paraguay | Estadio Sportivo Barracas, Buenos Aires Scheidsrechter: Ricardo Vallarino |
| 16 oktober 1921 «onderlinge duels» | Libonatti 1' Saruppo 71' Echeverría 76' |       |          | Estadio Sportivo Barracas, Buenos Aires Scheidsrechter: Ricardo Vallarino |

|                                    |               |       |            |                                                                                |
| 23 oktober 1921 «onderlinge duels» | Uruguay       | 2 – 1 | Brazilië   | Estadio Sportivo Barracas, Buenos Aires Scheidsrechter: Víctor Cabañas Saguier |
| 23 oktober 1921 «onderlinge duels» | Romano 1', 8' |       | Zezé I 53' | Estadio Sportivo Barracas, Buenos Aires Scheidsrechter: Víctor Cabañas Saguier |

|                                    |               |       |         |                                                                      |
| 30 oktober 1921 «onderlinge duels» | Argentinië    | 1 – 0 | Uruguay | Estadio Sportivo Barracas, Buenos Aires Scheidsrechter: Pedro Santos |
| 30 oktober 1921 «onderlinge duels» | Libonatti 57' |       |         | Estadio Sportivo Barracas, Buenos Aires Scheidsrechter: Pedro Santos |

|                       |
| Vlag van Argentinië   |
| ARGENTINIË 1ste titel |

## Doelpuntenmakers
3 doelpunten
- Julio Libonatti

2 doelpunten
- Machado
- Ángel Romano

1 doelpunt
- Raúl Echeberría
- Blas Saruppo
- Candiota

- Zezé
- Ildefonso López
- Gerardo Ribas

- José Piendibene

## Copa América 1921 in beeld

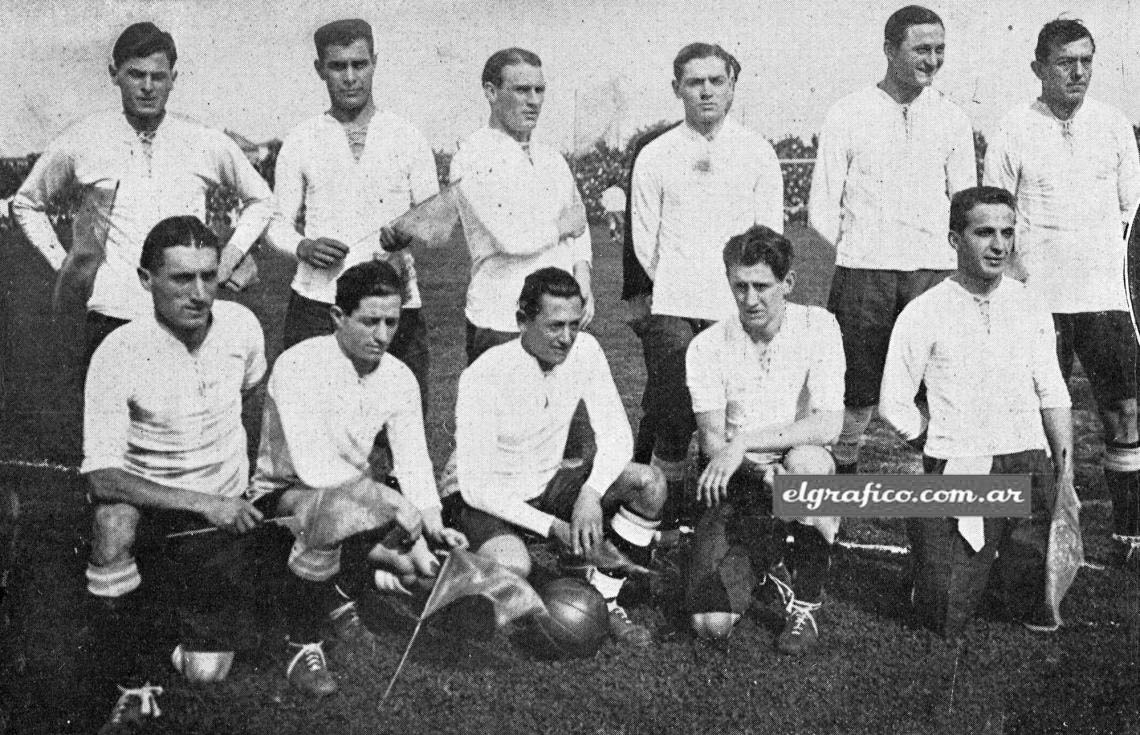
Argentinië

1916 · 
1917 · 
1919 · 
1920 · 
1921 · 
1922 · 
1923 · 
1924 · 
1925 · 
1926 · 
1927 · 
1929 · 
1935 · 
1937 · 
1939 · 
1941 · 
1942 · 
1945 · 
1946 · 
1947 · 
1949 · 
1953 · 
1955 · 
1956 · 
1957 · 
1959 · 
1959 · 
1963 · 
1967 · 
1975 · 
1979 · 
1983 · 
1987 · 
1989 · 
1991 · 
1993 · 
1995 · 
1997 · 
1999 · 
2001 · 
2004 · 
2007 · 
2011 · 
2015 · 
2016 ·
2019 ·
2021 ·
2024